# Джеймс Стронг
Джеймс Стронг (англ. James Strong; нар. 14 серпня 1822, Нью-Йорк, США — пом. 7 серпня 1894, Раунд Лейк, Нью-Йорк (штат), США) — американський вчений та педагог, автор «Симфонії Стронга».

## Життєпис
Джеймс Стронг народився в місті Нью-Йорк, в 1844 році закінчив Весліанський Університет. Згодом був мером свого рідного містечка на Лонг Айнленді. Пізніше оселився в районі Флашинг у Нью-Йорку, де займався дослідженнями в біблеїстиці, очолював різні місцеві посади та зорганізував, побудував і був президентом місцевої залізниці. У 1856 році отримав ступінь Доктора Богослов'я (D.D.) у Весліанському Університеті. З 1858 по 1861 роки, займав посади виконуючого обов’язки президента та професора біблейської літератури в університеті Троя (Нью-Йорк). В 1868 році, Джеймс Стронг обіймає посаду професора екзегетичного богослов’я в Теологічній семінарії Дрю, на якій перебуває двадцять сім років. У 1881 році, Весліанський Університет нагороджує Дж. Стронга ступіню доктора юридичних наук (LL.D.).
Помер в місті Раунд Лейк, Нью-Йорк в 1894 році.

## Симфонія
Найвідоміша праця — Ґрунтовна Симфонія Біблії (Strong's Exhaustive Concordance of the Bible), вперше видана в 1890 році залишається актуальною та продовжує друковатися новими накладами. Існують адаптації симфонії до певних перекладів, де кожне перекладене слово є прив’язаним до оригінального, так звана Біблія з номерами Стронга.

Для симфонії Дж. Стронг пронумерував кожен корінь давньоєврейського та грецького слова, що знаходиться в Біблії (8674 єврейських та 5523 грецьких коренів). Хоча грецьких коренів насправді використано 5415. В кінці грецького словника першого видання симфонії, вказано, що внаслідок перенумерації не залишилось слів на поз. 2717 і 3203-3302, таким чином їх було виключено зі словника, що не є помилкою та не несе практичної незручності у використанні симфонії.

Ця система широко відома та розповсюджена в світі та в інтернет-мережі, де можна знайти безліч перекладів з номерами Стронга, а також інші інструменти для вивчення Біблії. 

Треба зазначити, що сучасні словникові системи Старого Заповіту (на відміну від системи Стронга), відокремлюють арамейські слова від єврейських.

## Інші праці
Іншим значним внеском була Енциклопедія біблійної, богословської та духовної літератури (Cyclopaedia of Biblical, Theological, and Ecclesiastical Literature) (12 томів, 1867-1887).

Працював над Біблією English Revised Version, що є редакцією King James Version, а також над американською редакцією, що вийшла в 1900-1901 роках під назвою American Standard Version.

Менш відомі праці:

A New Harmony and Exposition of the Gospels (1852)

Scripture History delineated from the Biblical Records and all other Accessible Sources (1878)

The Tabernacle of Israel in the Desert (1888)